# Trophies
«Trophies» (с англ. — «Трофеи») — пятый сольный студийный альбом американского автора песен, композитора и исполнителя Грейсона Ченса, вышедший 25 июня 2021 года. Альбом вышел на лейбле «Arista Records», являющемся подразделением «Sony Music Global». Фактически, «Trophies» — третий мини-альбом музыканта, так как на диске записано всего 8 композиций.
Некоторые издания по ошибке называли «Trophies» «вторым» альбомом Грейсона Ченса, имея ввиду, что это его вторая серьезная работа после альбома «Portraits» (хотя Ченс и сам иногда называл «Portraits» своим «дебютным альбомом», так как это было его возвращением в музыкальную индустрию после большого перерыва), однако на самом деле это его пятый сольный студийный альбом.
В интервью Ченс заявил: «Альбом „Trophies“ важен для меня, так как это свидетельство того, что я всё еще здесь и заслуживаю того, чтобы быть здесь.».

## История
В самом начале работы над альбомом, диск создавался под рабочим названием «The Champion».
Выбирая название для альбома, Ченс вдохновился снимками спортивных трофеев 1970—1980-х годов известного американского фотографа Уильяма Эглстона: некоторые кубки были большие, однако табличка на них гласила: «9 место в таком-то соревновании». По мнению Ченса, не важно, какого размера кубок, главное, за какое достижение его вручили. По его мнению это очень точно описывает его идею данного альбома.

### История выбора песен для диска
В середине марта 2019 года Ченс выпустил альбом «Portraits» и отправился в мировой гастрольный тур в его поддержку. На разных концертах во время тура музыкант исполнял новые песни и заявлял, что это новый материал с готовящегося к выходу следующего альбома. Так, например, публике были представлены композиции «Overloved» в Берлине, а затем «Cold Water» в Генте. Во время заключительного лега тура в США музыкант представил сингл «Boots». В ноябре 2019 года «Boots» вышла как сингл, на неё был снят видеоклип, но этот сингл почти сразу был объявлен внеальбомным.
В феврале 2020 года Ченс выпустил новый сингл «Dancing Next to Me», который тогда был официально обозначен как первый сингл с нового готовящегося к выходу альбома [Trophies].
Чуть позже были выпущены еще два сингла — «Honeysuckle» и «Bad To Myself». В январе 2021 года все они были объявлены внеальбомными, так как Ченс пересмотрел накопленный записанный материал и решил, что в новый альбом [Trophies] войдут другие песни. Вместе с тем даже объявленные ранее песни, не выходившие в качестве синглов («Overloved» и «Cold Water») также не вошли в новый альбом.

### История записи
Отыграв 118 концертов в поддержку предыдущего альбома «Portraits», Ченс вдруг оказался заперт дома из-за пандемии COVID-19. Борьба с одиночеством и ограничениями вдохновила его на написание песен для настоящего диска — все 8 песен были написаны в течение месяца.
В альбом были включены как быстрые танцевальные композиции, так и акустические баллады. Так Ченс хотел показать всё музыкальное разнообразие, на который способен его талант; он также расставил песни в том порядке, в котором ему самому понравилось бы их слушать в чьём-то альбоме. Сам исполнитель объяснил это тем, что в своих ранних альбомах за него почти всё решали сотрудники звукозаписывающих компаний и лейблов, которые говорили ему, как они считали, лучше сделать — у Ченса не было возможности скомпоновать собственный альбом по собственному желанию.
После того, как музыкант пересмотрел список песен, которые он собирался включить в настоящий альбом, первым официальным синглом была объявлена песня «Holy Feeling», открывающая диск. Вторым синглом в конце апреля 2021 года вышла танцевальная поп-композиция «Hellboy».
Среди музыкантов, оказавших влияние на Грейсона Ченса при написании данного альбома была Брэнди Карлайл и Таня Такер.

## Список песен
| №                   | Название            | Автор(ы)                                                | Длительность |
| ------------------- | ------------------- | ------------------------------------------------------- | ------------ |
| 1.                  | «Holy Feeling»      | Тедди Гайгер, Грейсон Ченс, Чед Копелин, Кристиан Терьо | 4:06         |
| 2.                  | «Nobody»            |                                                         | 3:09         |
| 3.                  | «Hands»             |                                                         | 3:15         |
| 4.                  | «Same People»       |                                                         | 1:01         |
| 5.                  | «High-Waisted»      |                                                         | 3:27         |
| 6.                  | «O Violet»          |                                                         | 3:36         |
| 7.                  | «Hellboy»           | Грейсон Ченс, Майк Робинсон, Сэт Эннис                  | 2:50         |
| 8.                  | «Clothes»           |                                                         | 3:22         |
| Общая длительность: | Общая длительность: | Общая длительность:                                     | 24:46        |

### Обзор песен
- Holy Feeling: была записана 13 июня 2020 года на студии «Sonic Ranch Studios» в Эль-Пасо, штат Техас[17].
- Nobody: летом 2020 года Ченс начал встречаться с молодым человеком и эта песня посвящена боязни и страхам музыканта потерять любимого человека[13].
- Hands: по рассказу Ченса в интервью журналу «Out» песня была вдохновлена влюблённостью музыканта в одного парня из старшей школы, ещё задолго до того, как он совершил каминг-аут. Ченсу тогда было 14-15 лет. Эта песня — напоминание о юношеском любовном порыве, в период осознания собственной сексуальности, а также о своего рода послании самому себе, ещё не совершившему каминг-аут[13].
- O Violet: В интервью журналу «Oklahoman» Ченс рассказал, что эта песня — своего рода любовное послание к его молодому человеку, Бену Уотсону, с которым он встречается больше года на момент выхода альбома. «Это очень похоже на то, что я разговариваю напрямую с ним и вроде того, что я чувствовал и чувствую в наших отношениях»,- говорит музыкант[18]. 14 июля 2021 года в соцсети Инстаграм Ченс опубликовал пост, посвящённый этой песне: «O, Violet это любовное послание. Я написал песню в Теннесси, в качестве трибьюта группе Fleetwood Mac (особенно альбому „Rumours“ (1977), который мать Ченса играла без остановки, когда он был маленьким[5]) и мальчику, который бесконечно радует моё сердце. [Песня была написана] в ту самую неделю, когда скончалась моя бабушка, и я помню то давящее чувство, напоминающее о том, как всё хрупко». Впервые Ченс спел песню вживую в лосанджелесском клубе «Troubadour»[19].
- Hellboy: записывалась в Нашвилле, штат Теннесси[14] в декабре 2020 года[20]. Это была одна из самых последних песен, которые Ченс написал для данного альбома[3].
- Clothes: Ченс называет эту песню «сестрой» песни «Nobody», она также посвящена страхам исполнителя потерять любимого человека[13].

### Комментарии Грейсона Ченса на Tindal
На сервисе Tidal был опубликован альбом «Trophies» вместе с видео-комментариями Грейсона Ченса, отдельно для каждой песни из альбома. Комментарии музыканта о собственных песнях приводятся ниже:
- Holy Feeling: Ченс выбрал эту песню для открытия альбома потому, что она стала некоторым катализатором написания других песен для пластинки, в то время, как музыкант был психологически подавлен и находился в творческом кризисе, в том числе из-за карантинных ограничений вызванных пандемией COVID-19 в 2020 году. Песня была написана в Эль-Пасо, штат Техас.
- Nobody: по словам Ченса эта песня является «потенциально одной из [его] самых любимых в альбоме». Песня была написана в Нашвилле, достаточно поздно, когда почти весь альбом был уже записан и сведён. Вдохновением для написания этой песни стал страх о нынешних отношениях музыканта — что случится, если отношения закончатся.
- Hands: одна из песен, которая всегда «крутилась» в сознании Ченса и могла бы быть включена в его предыдущий альбом, если бы он смог закончить её вовремя.
- Same People: Ченс признаётся, что его часто спрашивают, какой альбом он приобрел самым первым. Это — диск «Parachutes» группы Coldplay. Одноимённая песня с этого диска длится 46 секунд. Эта композиция является самой любимой песней Ченса из данного альбома, поэтому он хотел записать похожую очень короткую композицию.
- High Wasted: Как признаётся сам Ченс эта песня слишком личная для него, чтобы рассказывать о чём на самом деле её текст. Несмотря на это, он отмечает, что продолжает в своих песнях «писать любовные письма Чикаго» (как, например, в песне «Lakeshore» из альбома «Portraits»). Песня «High Wasted» является ещё одним признанием в любви североамериканскому городу.
- O Violet: песня была написана в Нашвилле в ноябре-декабре 2020 года. Это признание в любви Бену Уотсону, молодому человеку, с которым Ченс состоит в отношениях на момент выхода альбома. По мнению самого Ченса это одна из самых прекрасных песен, которые он сам когда-либо написал. Он также очень гордится ею. Кроме того, вдохновением для написания песни послужило творчество группы Fleetwood Mac, которую часто слушали родители Ченса, когда тот был ребёнком.
- Hellboy: Ченс говорит, что эта песня очень простая. Эта песня о том, как быть панком.
- Clothes: как меломан, Ченс отмечает, что закрывающая песня в любом альбоме это почти всегда песня, которую интереснее всего слушать. Его всегда интересовало «последнее слово», имея ввиду, как завершить альбом, какое будет финальное заявление музыканта. В данном случае песня одновременно и немного грустная, и немного оптимистичная.

## Форматы записи
Альбом доступен для покупки и скачивания в крупнейших интернет-магазинах, а также выпущен на виниле. Это первый виниловый релиз музыканта в его карьере. Тираж альбома на виниле был раскуплен полностью (по предварительному заказу) за день до официального релиза.

## Создатели альбома
Грейсон Ченс является соавтором всех песен, выпущенных в данном альбоме.
- Грейсон Ченс — вокал, клавишные
- Broderick Baumann — фотограф, графический дизайн
- Chad Copelin — продюсер
- Mike Robinson — продюсер[22]
- Тедди Гайгер — продюсер

## Синглы
Первый официальный сингл из альбома «Trophies» на песню «Holy Feeling» был выпущен 15 января 2021 года в виде цифрового сингла. 17 февраля вышла unplugged версия этого же сингла. На обе версии песни были сняты отдельные видеоклипы.
Второй сингл «Hellboy» вышел 23 апреля 2021 года. На песню был снят и выпущен видеоклип. Помимо этого вышел ремикс Фабиана Мазура (Fabian Mazur Remix).
По словам Ченса после выхода альбома, будет выпущен ещё один сингл с него.

## Отзывы критиков
- Один из первых отзывов на альбом публикует Национальная академия искусства и науки звукозаписи, которая вручает музыкальные премии «Грэмми». Морган Инос рассказывает предысторию записи альбома, вспоминает, что Ченс страдал от нервной анорексии, и отмечает, как тяжело знаменитым музыкантам даются записи альбомов, сравнивая с классическими альбомами «The Wall» группы Pink Floyd и «Pinkerton» рок-группы Weezer[23].
- «Billboard» в своей рецензии отмечает стиль исполнения музыканта: «шелковистое, печальное пение и похотливый фальцет», а также называет все песни в альбоме достойными наград[24].
- Брэнди МакДоннел из журнала «Oklahoman» публикует большую статью про музыканта, его роли в проведении недели гордости в родной Оклахоме в июне 2021 года, а также о самом альбоме «Trophies»[18].
- Портал «The Musical Hype» отмечает, что Ченс «звучит [в альбоме „Trophies“] абсолютно замечательно»[25].
- Портал «The Honey POP» в своей рецензии альбома называет Грейсона Ченса «артистом поколения» и отмечает, что он выпускает все свои песни «из глубины души». Обозреватель Хэёли Гастингс пишет, что альбом «Trophies» — «настоящий триумф», потому что альбом очень честный и в современной поп-музыке такое встречается крайне редко. Подводя итоги, Гастингс называет альбом «идеальной пластинкой»[26].

## Выступления в поддержку альбома
Первое выступление в поддержку альбома состоялось в день его выхода, 25 июня 2021 года, в рамках недели гордости OKC Pridefest в Оклахома-Сити. На этом фестивале Ченс был хедлайнером.
После этого музыкант отправился в The Trophies World Tour, который начался в июне 2021 года в США, пройдет в Европе, Южной и Северной Америке и завершится дополнительными концертами в США в январе 2022 года. Кроме того планируются концерты в юго-восточной Азии, которые до сих пор (июнь 2021 года) пока официально не объявлены.